# Christian Sinding
Christian August Sinding (ur. 11 stycznia 1856 w Kongsbergu, zm. 3 grudnia 1941 w Oslo) – norweski kompozytor i pedagog muzyczny.
Kształcił się w Oslo, a później w Niemczech, w konserwatorium w Lipsku u Salomona Jadassohna, w Dreźnie, Monachium i Berlinie. Spędził większą część życia w Niemczech i innych krajach Europy Środkowej, cały czas jednak utrzymywał kontakt z Norwegią i stamtąd też uzyskiwał wsparcie finansowe. W latach 1920–1921 przebywał w Stanach Zjednoczonych i wykładał kompozycję w Eastman School of Music w Rochester.
Przez niektórych Sinding uznawany był za kontynuatora stylu Edvarda Griega, przez wzgląd na liczne liryczne dzieła fortepianowe i około 250 pieśni. Jednym z najbardziej znanych utworów są Odgłosy wiosny (Frühlingsrauschen, Rustle of Spring) z roku 1896. Poza nim utwory Sindinga grane są współcześnie stosunkowo rzadko.

## Życie i twórczość
Christian August Sinding urodził się 11 stycznia w Kongsbergu, miasteczku położonym 70 kilometrów na zachód od Oslo (wtedy jeszcze nazywanym Kristiania), w rodzinie inżyniera górnictwa Matthiasa Wilhelma Sindinga i Marii Cecilie, interesującej się sztuką. Większą część dzieciństwa spędził w Lillehammer. W roku 1860 zmarł ojciec przyszłego kompozytora, a rodzina przeprowadziła się do Oslo. Starsi bracia Christiana Augusta początkowo planowali karierę prawniczą, ale z czasem skłonili się ku malarstwu i dramaturgii (Otto Sinding) oraz rzeźbie (Stephan Sinding) osiągając na tych polach sukcesy. Christian Sinding przejawiał zaś talent muzyczny. W wieku 11 lat wstąpił do szkoły katedralnej, ale nauka w niej szła mu na tyle słabo, że wuj zasugerował mu naukę choćby szewstwa. Ostatecznie rozpoczął naukę rzemiosła w fabryce fortepianów braci Hals i regularnie pobierał naukę gry na różnych instrumentach.
Od 1874 studiował w konserwatorium w Lipsku (skrzypce u H. Schradiecka, kompozycję i teorię muzyki u S. Jadassohna). W świadectwie rocznym z roku 1877 nauczyciel Salomon Jadassohn słabo ocenił talent muzyczny Sindinga. W reakcji na to kompozytor zdecydował się przerwać studia i powrócił do Oslo, by grać w miejscowej orkiestrze pod dyrekcją Griega i Svendsena. Jednocześnie jego zainteresowania kierowały się coraz bardziej ku kompozycji. W roku 1879 Sinding powrócił do Lipska i podjął naukę kompozycji u Carla Reinecke. Jeszcze w tym samym roku w Lipsku wykonano sonatę skrzypcową, a w Oslo – fragment sonaty na fortepian. Kompozycje te podzieliły los innych wczesnych utworów kompozytora i zostały przez niego spalone.
Christian Sinding otrzymał w 1884 roku stypendium państwowe, które umożliwiło mu pobyt w Monachium. Tam też zetknął ze otoczeniem i stylem Richarda Wagnera, który odznaczył piętno na późniejszej twórczości Sindinga. W tym okresie powstały pierwsze liczące się kompozycje, z których kompozytor był zadowolony i wydał je drukiem.
19 grudnia 1885 odbył się w Oslo koncert, który pomógł Sindingowi stać się rozpoznawalnym na scenie muzycznej, przynajmniej w Skandynawii. W programie znajdowały się: Kwartet smyczkowy A-dur (później zniszczony), kompozycje do wierszy Gottfrieda Kellera i Kwintet fortepianowy e-moll op. 5.
W następnym roku Sinding powrócił do Lipska i wszedł w środowisko artystyczne. Aż 40 lat życia spędzi w Europie Środkowej, powracając jednak regularnie do Norwegii. W 1887 roku kompozytor rozpoczął prace nad I Symfonią d-moll op. 21. Jego kwintet fortepianowy e-moll został świetnie przyjęty przez publiczność Skandynawskiego Festiwalu Muzycznego w Kopenhadze.
Po lipskiej premierze kwintetu 19 stycznia 1889 doszło do zażartej dyskusji między krytykami dwóch czasopism muzycznych, co przy okazji spopularyzowało nazwisko Sindinga także w Niemczech. W Oslo 2 listopada miało miejsce prawykonanie Koncertu fortepianowego Des-dur op. 6.
W 1890 roku wykonano nową, drugą wersję I symfonii op. 21. Pierwsza w ogóle nie ujrzała światła dziennego. Kilka lat później, 4 stycznia 1894 roku zaprezentowano publiczności drezdeńskiej trzecią, już ostateczną wersję. W 1896 roku drukiem wydano Sześć utworów na fortepian op.  32, z których trzeci – Odgłosy wiosny – zyskał popularność z dnia na dzień, stał się podstawą późniejszych opracowań i jest popularny do dziś. W 1898 roku Sinding ukończył w Londynie swój Koncert skrzypcowy. W tym samym roku poślubił aktorkę Augustę Gade (1858-1936), której poprzednim mężem był Fredrik Georg Gade, jeden z pionierów mikrobiologii. 22 marca 1907 Felix Weingartner dyrygował w Berlinie prawykonaniem II symfonii D-dur op. 83. Dwa lata później przyjęto kompozytora w szeregi Pruskiej Akademii Sztuk (Preußische Akademie der Künste).
Christian Sinding otrzymywał od państwa norweskiego od początku lat osiemdziesiątych XIX wieku stypendium twórcze. Wsparcie przedłużono w roku 1910 w formie „gaży artystycznej” na pokrycie kosztów utrzymania.
W roku 1912 kompozytor po trzech latach zakończył prace nad swoją jedyną operą – Święta góra op. 111. Premiera odbyła się 17 kwietnia 1914 w Dessau.
W uznaniu pracy twórczej i z okazji 65. urodzin, Sinding otrzymał od władz norweskich honorarium w wysokości 6000 koron norweskich rocznie. W 1921 roku objął profesurę na wydziale kompozycji Eastman School of Music w Stanach Zjednoczonych, ale zrezygnował z niej rok później. W roku 1924 jako dar od państwa otrzymał dom, w którym mieszkał wcześniej Henrik Wergeland. Ostatnimi utworami napisanymi przez Sindinga są powstałe w roku 1935 pieśni do tekstów norweskich autorów. 13 stycznia 1936 wykonano po raz pierwszy IV symfonię „Zima i wiosna” op. 129. Prawykonanie odbyło się w Bergen, pod dyrekcją Haralda Heide.
W 1941 roku, na dwa miesiące przed śmiercią, Sinding przystąpił do norweskiej partii nazistowskiej Nasjonal Samling, co wywołało spore poruszenie i do dziś wzbudza kontrowersje, na ile ten wybór był świadomy. Sinding od kilku lat cierpiał na demencję starczą, popierał żydowskich muzyków w latach 30. i był bliskim przyjacielem bohatera wojennego Nordahla Griega. Faszystom zależało na Sindingu w swoich szeregach ze względu na jego wielką popularność, przede wszystkim w Niemczech i Norwegii. Pokrywali też jego składki. W konsekwencji tego czynu Sinding niemal zniknął z repertuaru sal koncertowych i rozgłośni, które bojkotowały zwolenników partii nazistowskiej. Zmarł 3 grudnia 1941 roku.
Kompozytor został uhonorowany tytułem Komandora Królewskiego Orderu Wazów. W 1916 został Komandorem, a w 1938 odznaczony Krzyżem Wielkim Orderu św. Olafa.

## Twórczość
- Muzyka kameralna
  - Utwory na skrzypce i fortepian
    - Sonata G-dur (1879)
    - Romans e-moll op. 9 (1886)
    - Suita w dawnym stylu op. 10 (1889)
    - Suita F-dur op. 14 (1891)
    - Sonata C-dur op. 12 (1894)
    - Sonata E-dur op. 27 (1895)
    - Romans e-moll op. 30 (1896)
    - 4 morceaux op. 43 (1898)
    - Sceny z życia G-dur op. 51 (1900)
    - Cztery utwory op. 61 (?)
    - Sonata F-dur op. 73 (1905)
    - Wariacje Cantus doloris op. 78 (1906)
    - Romans F-dur, Romans D-dur, op.79 (1906)
    - Cztery utwory op. 81 (?)
    - Trzy utwory op. 89 (1908)
    - Suita g-moll op. 96 (1909)
    - Sonata w dawnym stylu d-moll op. 99 (1909)
    - 3 elegie op. 106 (1911)
    - 3 Preludia op. 112 (1913)
    - 3 Kaprysy op. 114 (1913)

  - Utwory na inne instrumenty
    - Kwartet fortepianowy (1882)
    - Kwartet smyczkowy (1884)
    - Kwintet fortepianowy e-moll op. 5 (1882–1884)
    - Trio fortepianowe D-dur op. 23 (1893)
    - Trio fortepianowe a-moll op. 64a (1902)
    - Serenada na dwoje skrzypiec i fortepian G-dur op. 56 (1903)
    - Sześć utworów na wiolonczelę i fortepian op. 66 (1903)
    - Kwartet smyczkowy a-moll op. 70 (1904)
    - Osiem utworów na fortepian na cztery ręce op. 71
    - Trio fortepianowe C-dur op. 87 (1908)
    - Serenada na dwoje skrzypiec i fortepian A-dur op. 92 (1909)
    - Ballady skandynawskie na wiolonczelę i fortepian op. 105 (1911)
    - Suita na skrzypce solo d-moll op. 123 (1919)
- Orkiestrowe
  - I symfonia d-moll op. 21 (1894)
  - Episodes chevaleresques
  - II symfonia D-dur op. 83 (1907)
  - III symfonia F-dur op. 121 (1919)
  - IV symfonia „Zima i wiosna” op. 129 (1936)
- Koncerty na instrument solowy i orkiestrę
  - Koncert fortepianowy Des-dur op. 6 (1890, popr. 1901)
  - Koncert skrzypcowy „Legenda” (1900)
  - Koncert skrzypcowy „Romanze” (1910)
  - Koncert skrzypcowy „Abendstimmung” (1915)
- Inne
  - Opera „Święta góra” („Der heilige Berg”) op. 111 (1912)
  - kantaty
  - utwory chóralne
  - pieśni